# Стопорный узел Эшли
Сто́порный у́зел Э́шли (англ. Oysterman’s Stopper Knot — «стопорный узел сборщика устриц») — сто́порный временный узел, который завязывают на конце троса. Изобретён Клиффордом Эшли около 1910 года. Устричный узел — это изменённый узел «булинь». В книге Л. Скрягина «Морские узлы» узел назван «устричным».

## Способ завязывания

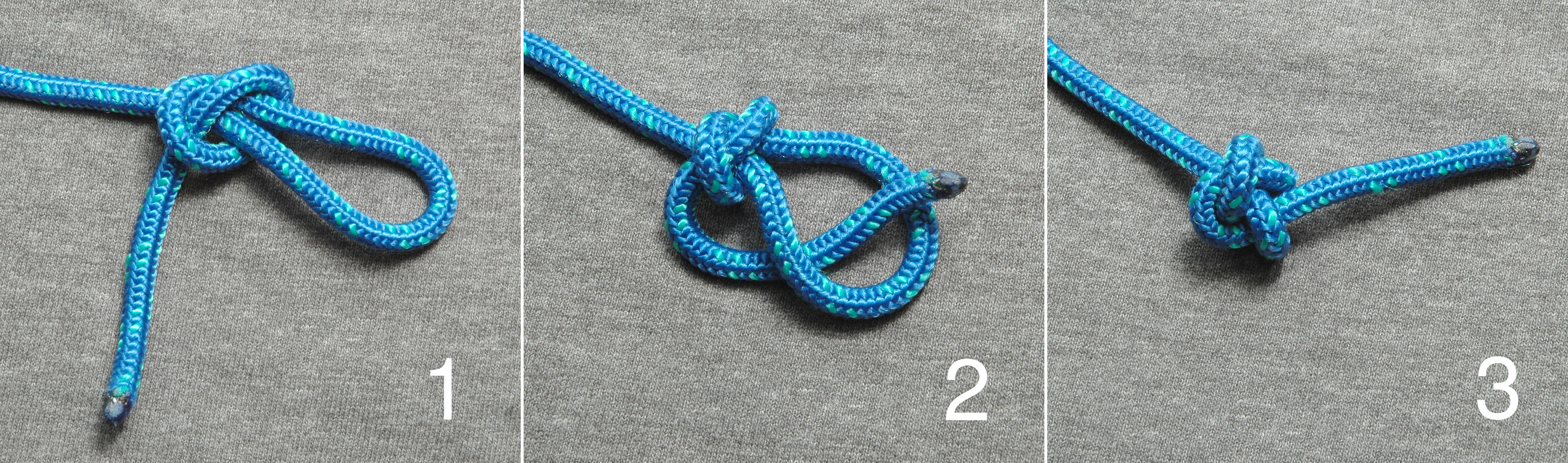

1. Сделать бегущий простой узел.
2. Вставить конец троса в петлю.
3. Затянуть.

## Применение
В рыболовстве
- В ловле устриц используют в качестве стопора на конце троса

В быту
- Для крепления струн на колках музыкальных инструментов
- Для декоративных целей

## Трёхпетельные узлы

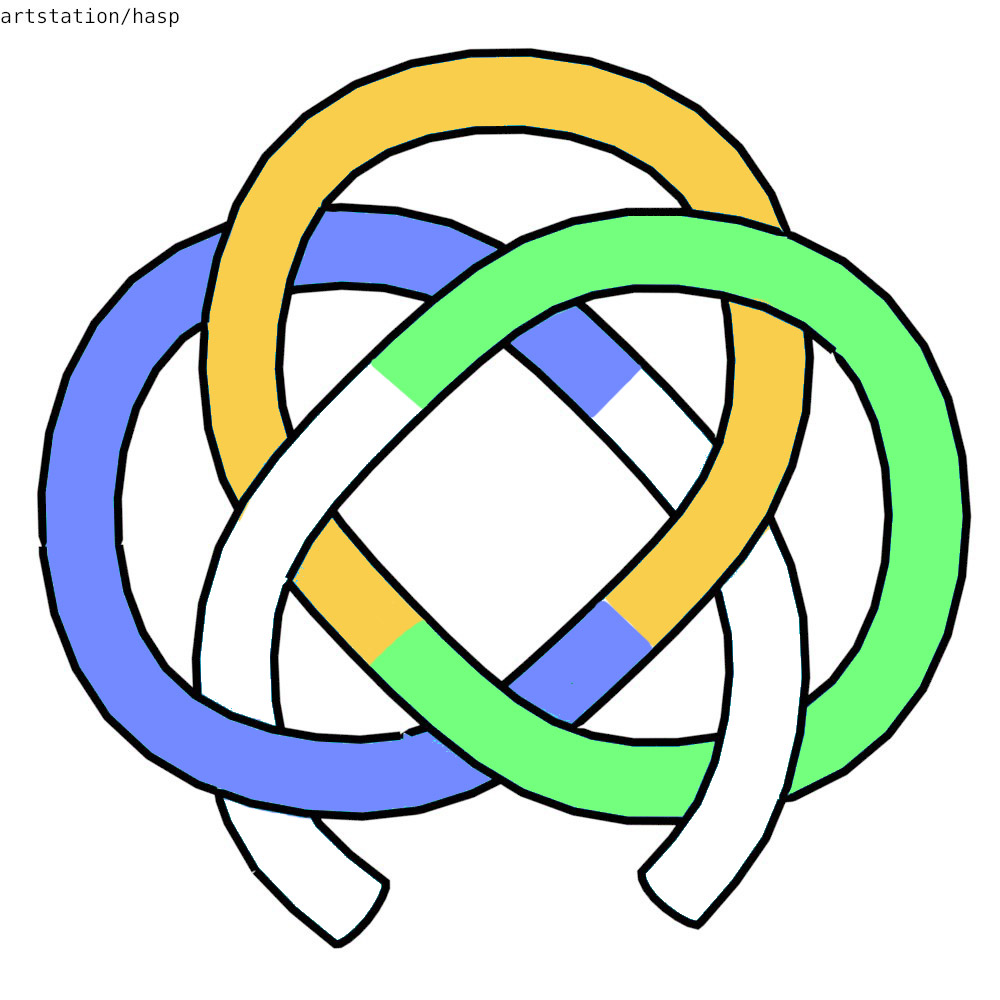
Травяная петля
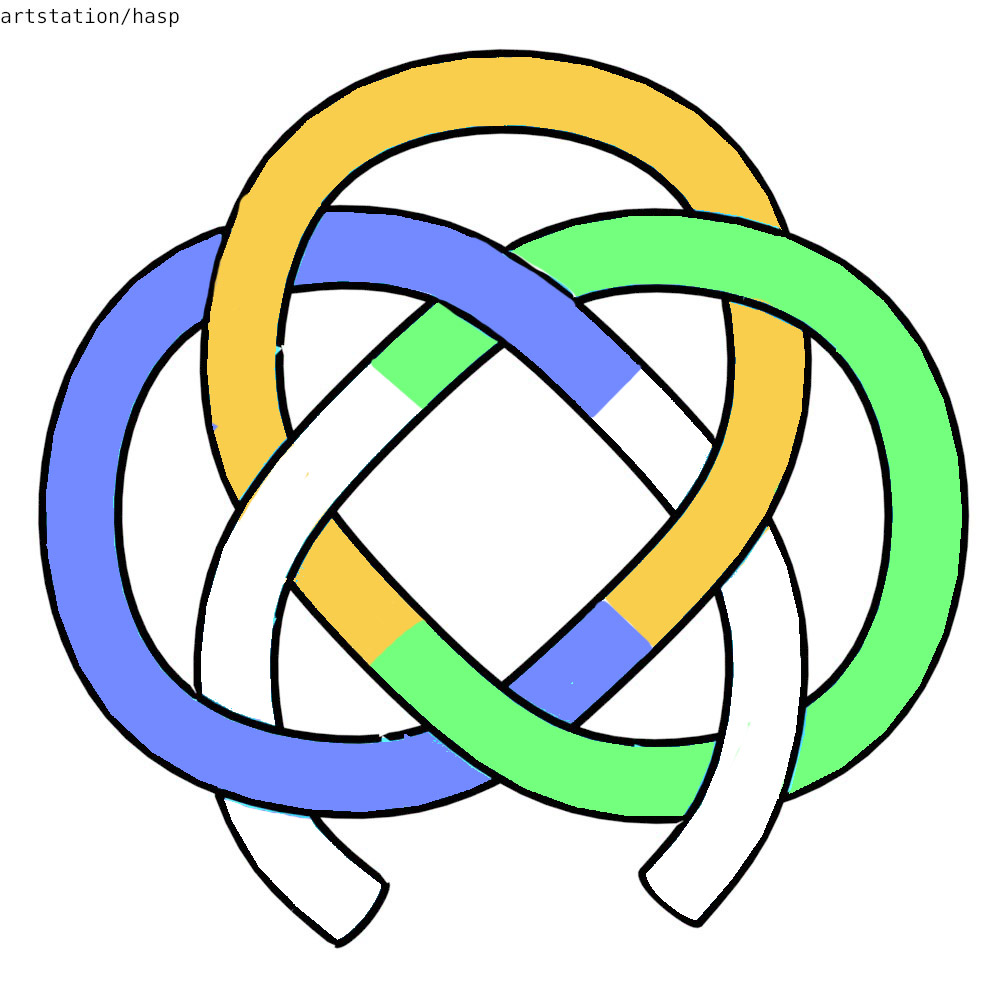
Pretzel knot
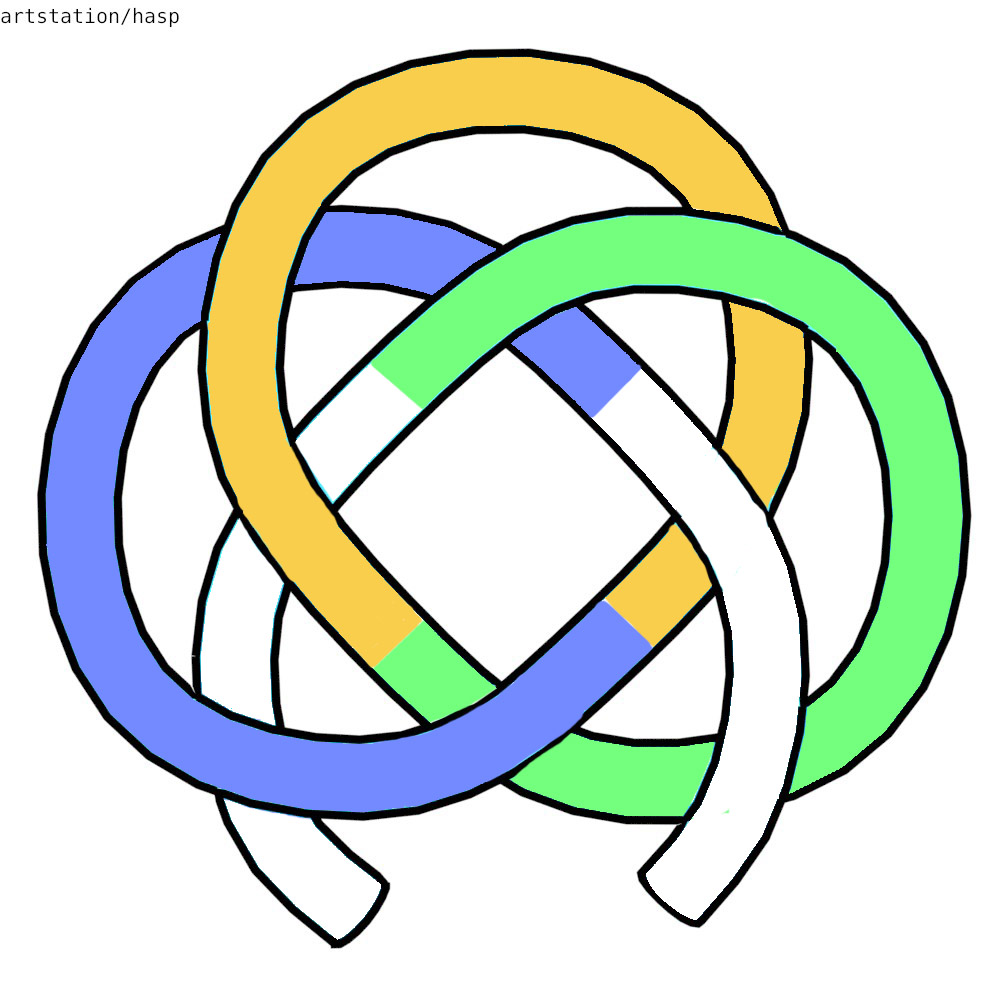
Трехпетельный узел
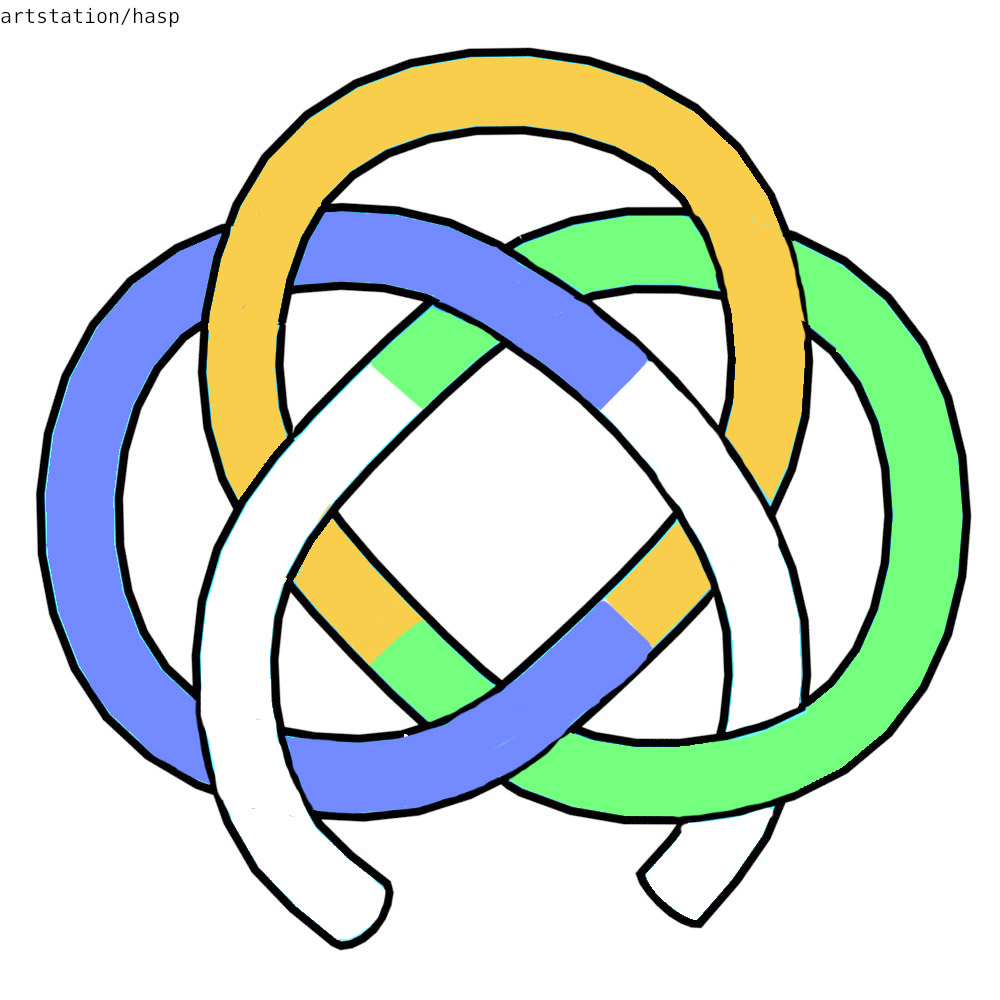
Стопорный узел Эшли
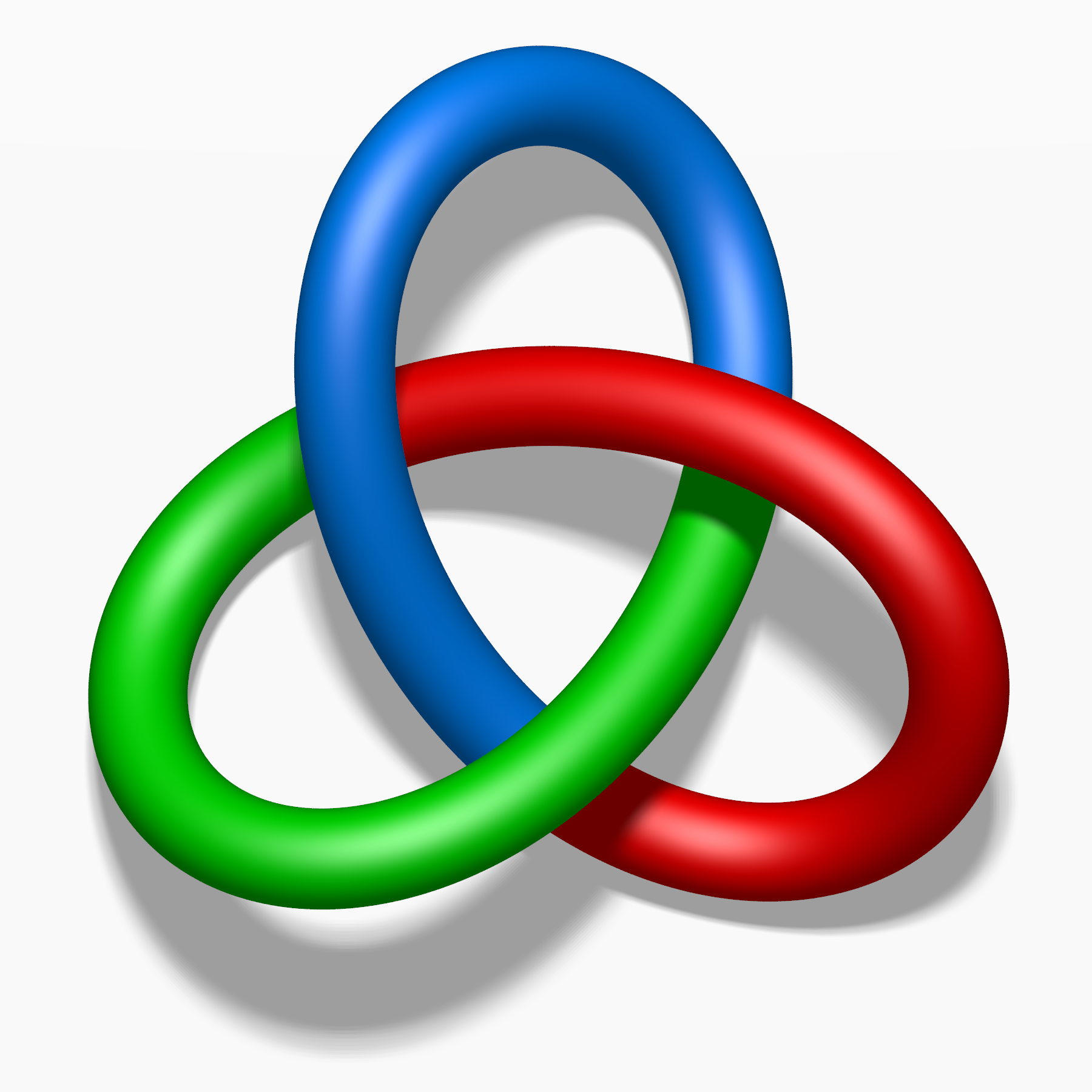
Трилистник